# Metalimnophila nemocera
Metalimnophila nemocera är en tvåvingeart som först beskrevs av Alexander 1923.  Metalimnophila nemocera ingår i släktet Metalimnophila och familjen småharkrankar. Inga underarter finns listade i Catalogue of Life.